# Joseph Kimitete
 (septembre 2023).
La mise en forme du texte ne suit pas les recommandations de Wikipédia : il faut le « wikifier ».
Les points d'amélioration suivants sont les cas les plus fréquents. Le détail des points à revoir est peut-être précisé sur la page de discussion.
- Les titres sont pré-formatés par le logiciel. Ils ne sont ni en capitales, ni en gras.
- Le texte ne doit pas être écrit en capitales (les noms de famille non plus), ni en gras, ni en italique, ni en « petit »…
- Le gras n'est utilisé que pour surligner le titre de l'article dans l'introduction, une seule fois.
- L'italique est rarement utilisé : mots en langue étrangère, titres d'œuvres, noms de bateaux, etc.
- Les citations ne sont pas en italique mais en corps de texte normal. Elles sont entourées par des guillemets français : « et ».
- Les listes à puces sont à éviter, des paragraphes rédigés étant largement préférés. Les tableaux sont à réserver à la présentation de données structurées (résultats, etc.).
- Les appels de note de bas de page (petits chiffres en exposant, introduits par l'outil «  Source ») sont à placer entre la fin de phrase et le point final[comme ça].
- Les liens internes (vers d'autres articles de Wikipédia) sont à choisir avec parcimonie. Créez des liens vers des articles approfondissant le sujet. Les termes génériques sans rapport avec le sujet sont à éviter, ainsi que les répétitions de liens vers un même terme.
- Les liens externes sont à placer uniquement dans une section « Liens externes », à la fin de l'article. Ces liens sont à choisir avec parcimonie suivant les règles définies. Si un lien sert de source à l'article, son insertion dans le texte est à faire par les notes de bas de page.
- La présentation des références doit suivre les conventions bibliographiques. Il est recommandé d'utiliser les modèles {{Ouvrage}}, {{Chapitre}}, {{Article}}, {{Lien web}} et/ou {{Bibliographie}}. Le mode d'édition visuel peut mettre en forme automatiquement les références.
- Insérer une infobox (cadre d'informations à droite) n'est pas obligatoire pour parachever la mise en page.

Pour une aide détaillée, merci de consulter Aide:Wikification.
Si vous pensez que ces points ont été résolus, vous pouvez retirer ce bandeau et améliorer la mise en forme d'un autre article.
Joseph Utunaiki Kimitete, dit Joseph Kimitete, est un sculpteur marquisien né le 23 juin 1919 à Hakanui sur l'île de Nuku Hiva dans l'archipel des Marquises et décédé en 1978. Membre de l'académie tahitienne, sa renommée s'est étendue à tout le Pacifique, de Hawaï à l'Australie. Il fut le maitre des sculpteurs Vaiere Mara et Chief Miko.

## Biographie
Né à Hakahui, Nukuhiva, iles Marquises, dans une famille où la sculpture est pratiquée, Joseph Utunaiki Kimitete est engagé volontaire dans les forces de la France libre en 1942. Il reste sous l'uniforme, à Papeete même, jusqu'en 1944, puis réussit le concours d'inspecteur de police. Il sera à la fois sculpteur renommé et policier jusque vers 1965. Il donnait également des cours de sculpture sur bois au lycée Gauguin à Papeete. Parmi ses élèves qui ont fait carrière dans la sculpture, le plus connu est Vaiere Mara.
D'après Patrick O Reilly, on trouvait des pièces de lui dans la décoration des multiples hôtels de Tahiti (Maravai, Taharaa, Royal Tahitien, Taaone...), dans les hôtels des Iles Sous le Vent, dans la résidence du Gouverneur et également dans certains mobiliers liturgiques (l'église de la Sainte Trinité où la Chapelle des Frères). À partir du début des années 1950, il est devenu un des hommes chargés de fabriquer des cadeaux d'importance pour les visiteurs d'importance, une sorte de sculpteur officiel.
En 1940, Bernard Pierre Kimitete est né à Hatiheu Nuku Hiva, île des Marquises d'Utunaiki et d'Adélaïde Kimitete. Utunaiki a été chef de la police à Papeete, perfectionnant simultanément ses compétences de sculpteur sur bois renommé. Élevé à Papeete, son fils Pierre a grandi pour devenir un sportif talentueux, jouant au football et pratiquant la boxe. Il possédait également une gentillesse authentique qui conquit le cœur d'une belle jeune femme nommée Augustine, qu'il épousa en 1964. Pierre a appris l'art de la sculpture et de la construction de canoës auprès de son père, compétences qui ouvriront les portes aux Kimitetes pour voyager à travers l'océan.
Au début des années 60, l'évêque de l'Église des Saints des Derniers Jours contacta Joseph Utunaiki pour lui demander conseil sur la construction d'un village tahitien à O'ahu destiné à faire partie de ce qui allait devenir le Centre Culturel Polynésien. Il accepta de passer du temps à O'ahu pour aider à la préparation et suggéra à Pierre de se joindre aux autres artisans talentueux pour construire le nouveau village. Pierre, sa femme Augustine et leurs jeunes fils Robert, Richard et Joseph ont déménagé à Laie, O'ahu en 1962. Ils ont ouvert Kai Ehitu fare vaa à Hawaï, un club de canoë qui a eu un impact sur la culture même des courses de canoë hawaïennes. Cette propriété était envahie par la végétation et avait besoin d'un peu d'amour lorsqu'elle leur a été donnée. Ils ont tout nettoyé avec sa femme et planté de nombreux noni. Apportés par les anciens Polynésiens à Hawaï, les noni étaient l'une des plantes originales des canoës, ce qui en faisait un ajout idéal à la première maison de Kai Ehitu.
Le Centre Culturel Polynésien a présenté dès son ouverture la pirogue traditionnelle. Des artisans qualifiés ont été chargés de sculpter de nombreux canoës du centre, dont Pierre. Pendant son séjour au centre, Kimitete sculptait des tikis, des tambours pahu, des pagaies et des canoës, tandis qu'Augustine tissait des paniers de lauhala et de noix de coco et cousait des lei et des costumes pour les artistes. Fusionnant passion et talent, la pièce la plus aimée de Pierre était une grande sculpture tiki en pierre représentant une femme et deux enfants représentant Augustine et ses fils, Robert et Richard. Joseph Kimitete venait régulièrement passer du temps à O'ahu chez son fils pour superviser les travaux du Centre, et produire de grandes sculptures décoratives.

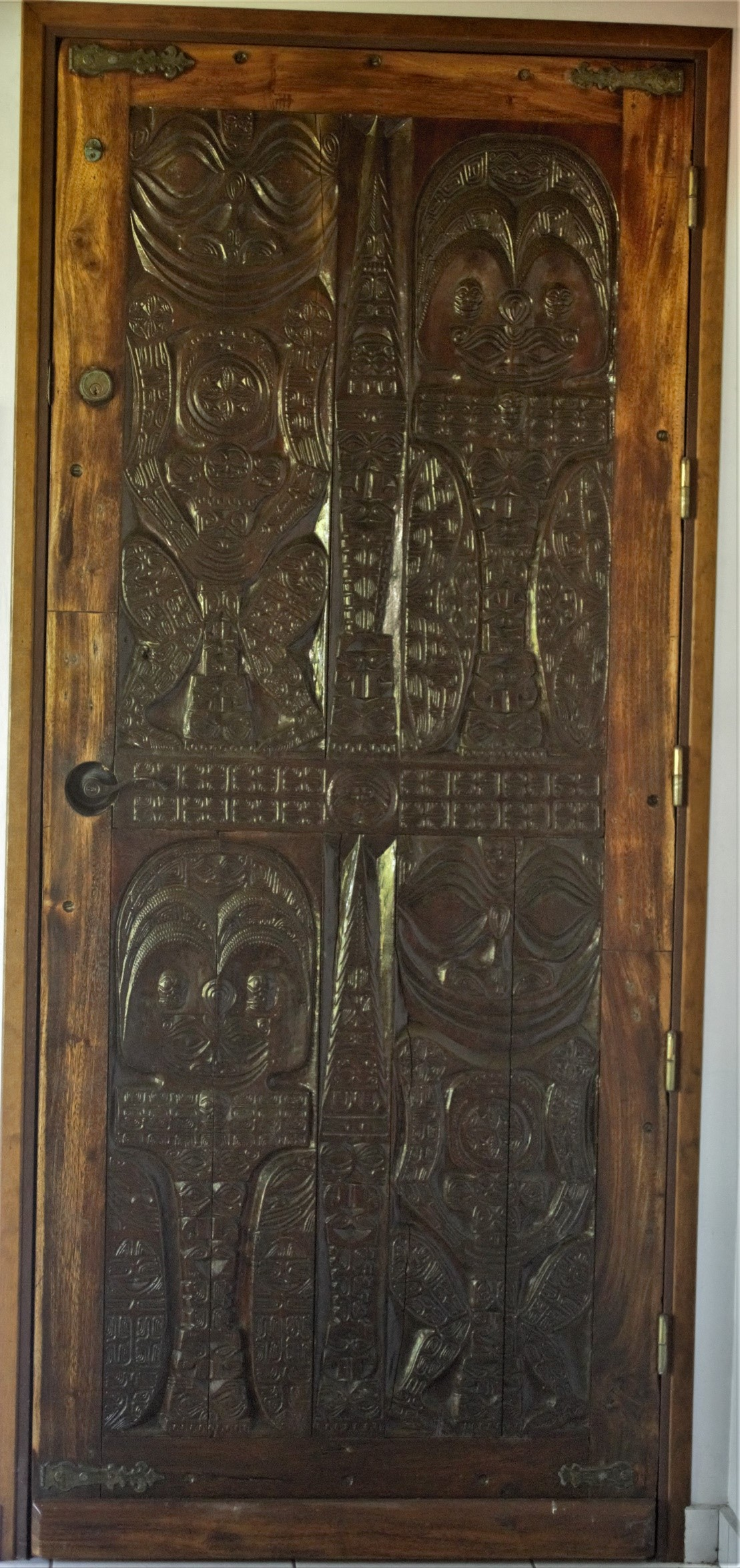
Une porte sculptée par Joseph Kimitete

En 1965, Elvis Presley tourne plusieurs segments de son film Paradise Hawaïan Style au centre culturel. Le talent d'artiste de Pierre Kimitete l'a amené à apparaître dans le film, jouant de la batterie sur scène aux côtés d'Elvis sur Drums of the island.

## Le sculpteur
Joseph Kimitete est un sculpteur traditionnel marquisien tardif, qui produisit essentiellement pour la décoration des grands hôtels, les intérieurs polynésiens bourgeois et les touristes. Utilisant des machines modernes pour découper les troncs, il contribua à développer ce qui est devenu l'artisanat marquisien, aux motifs plus élaborés que les anciens objets utilitaires, et à transmettre un savoir-faire venu des anciens. Sans avoir la prétention d'être un artiste au sens occidental, il n'a jamais signé ses créations. Il fut très prolifique et son style est facilement reconnaissable.
À partir de 1964, Kimitete a pris part au maohi club, le mouvement du renouveau culturel, aux côtés de Vonnick Bodin, Eugène Pambrun, Te Arapo, Tanetua Richmond, Tutu Taimai, Martial Lorss, Maco Tevane et Turo Raapoto. Ce club remit au goût du jour l'utilisation du mot Maohi, alors complètement occulté. Ils seront un peu plus tard rejoints par Henri Hiro et John Mairai.

## Influence
On compte de nos jours plusieurs milliers d'artisans sculpteurs marquisiens, qui travaillent le bois et la pierre dans un style proche de celui de Joseph Kimitete, qui a sophistiqué les motifs traditionnels.

## Galerie

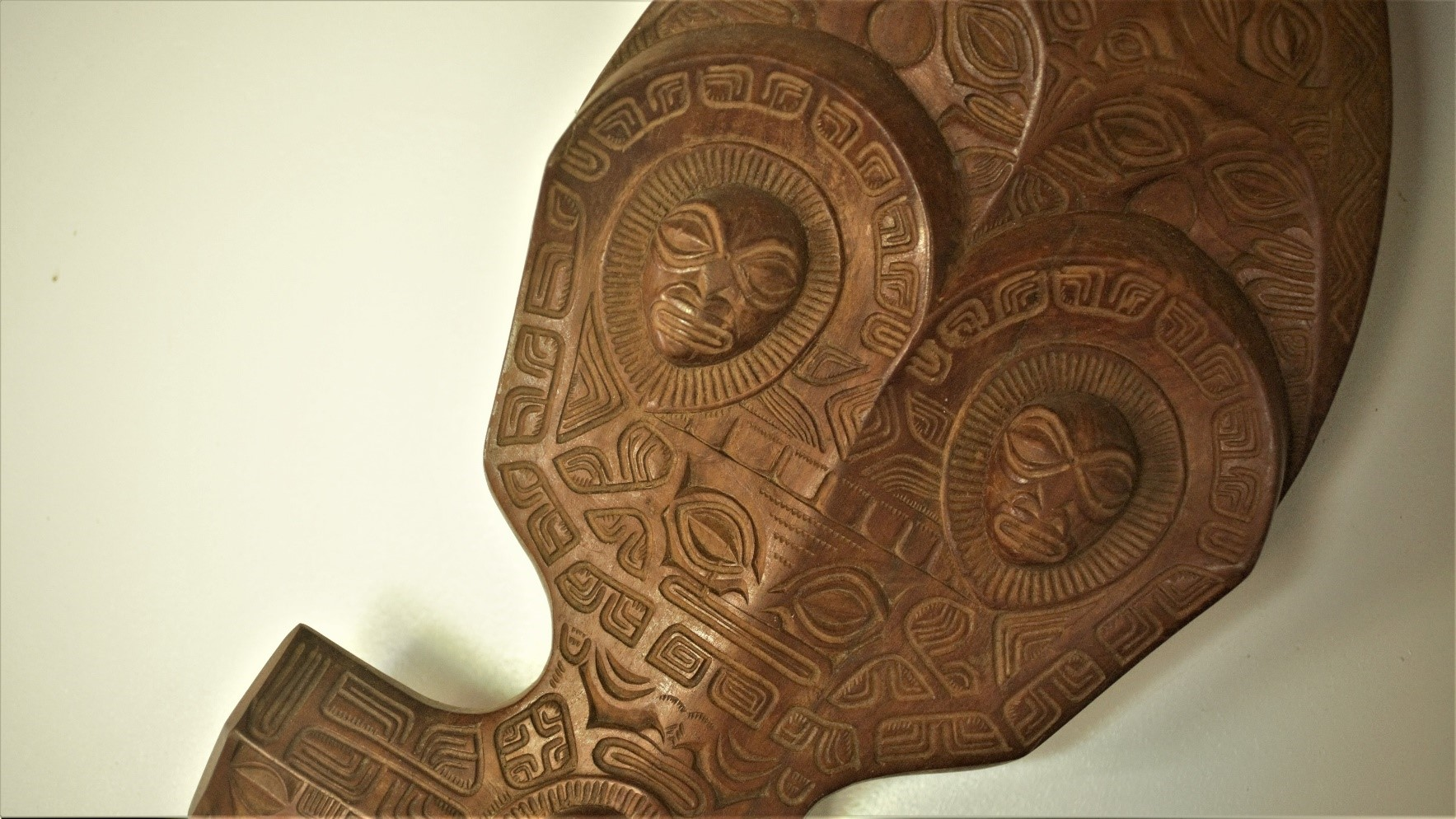
Détail d’un casse-tête marquisien sculpté par Joseph Kimitete

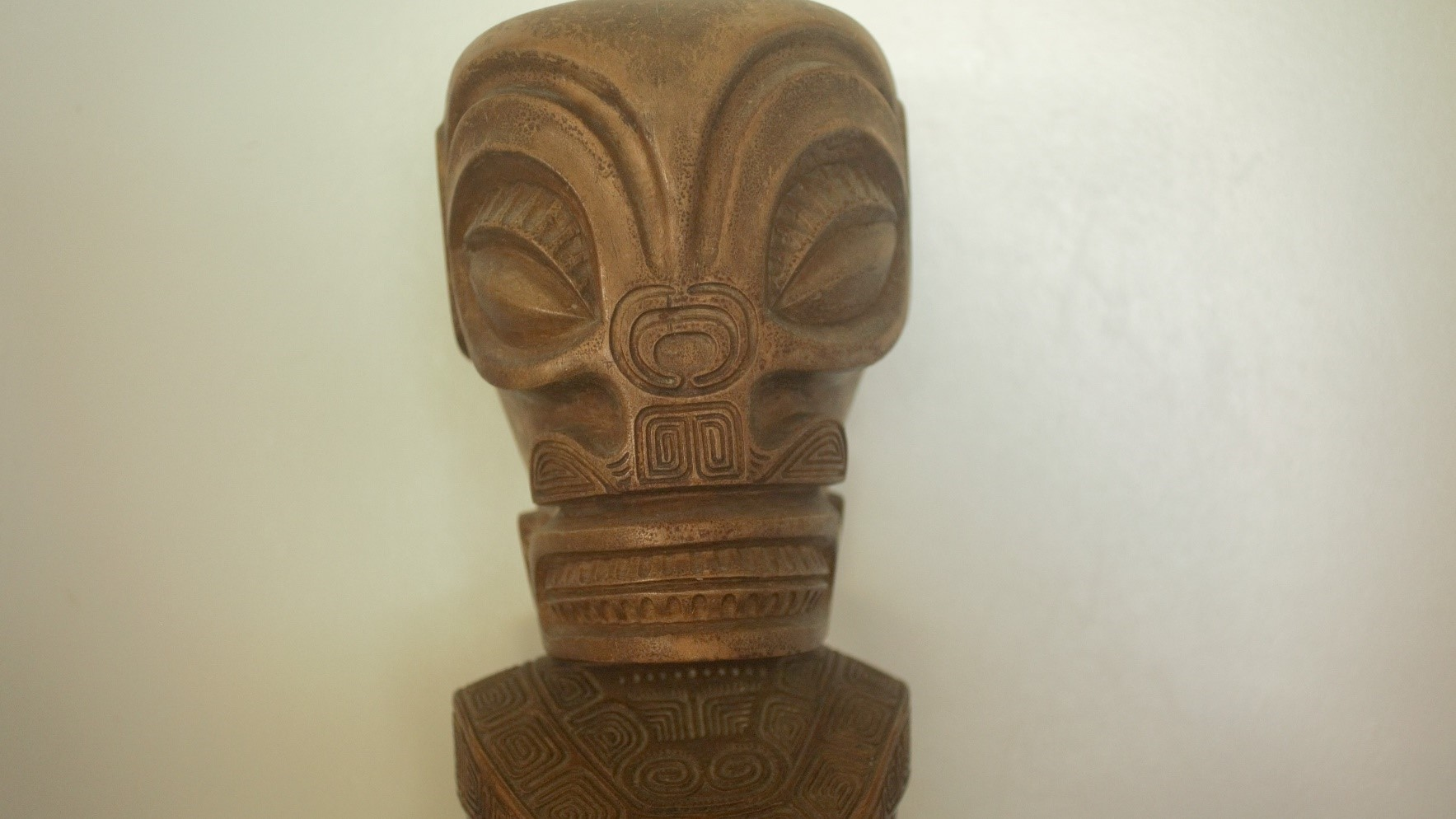
Détail d’un tiki marquisien sculpté par Joseph Kimitete

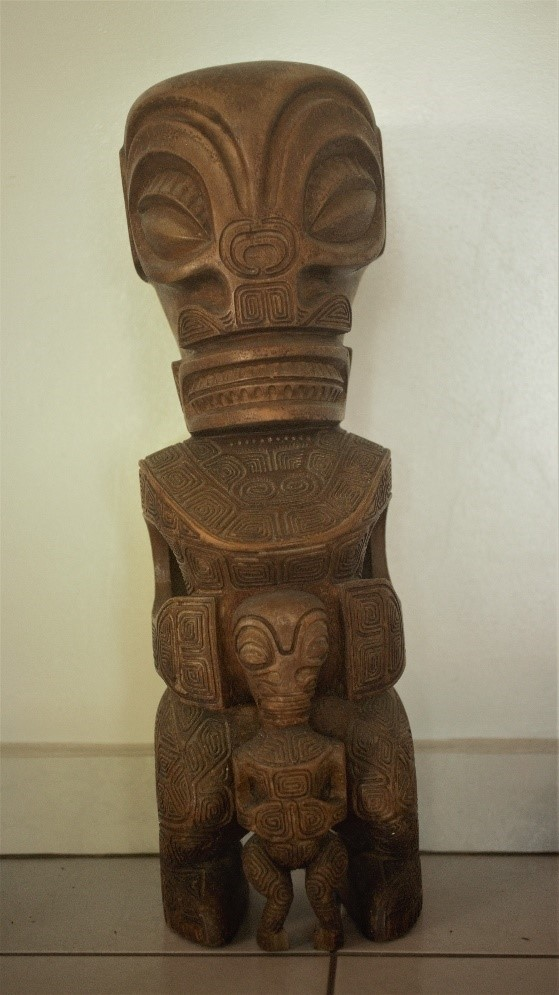
Joseph Kimitete, tiki marquisien